# Alienware
Alienware（中国大陆民间称呼和戴尔中国官方宣传名称为外星人）是Dell旗下的电子科技子公司，主要销售遊戲用筆記型電腦、台式机及相关配件，市場定位是高级别的遊戲電腦，服務對象是高端消費者。該公司也發售其他的电子遊戲配件，例如键盘、鼠标等。2006年3月22日，Alienware被Dell收購。

## 生产方式
Alienware采用OEM的生产方式，自己参与产品的设计与制造。由代工厂商制造，最后由Alienware负责销售。

## 產品特色
Alienware支持用戶對產品進行升級，包括硬盤、記憶體、處理器等等，另外機身上擁有變化多樣的燈光，可由用戶自定顏色。

## 電腦產品（戴爾收購後）

### 圖形放大器
Alienware Graphics Amplifier能插入桌上型電腦顯示卡，強化Alienware 13、15和17筆記型電腦，發揮桌上型電腦等級的高效能遊戲圖形顯示效能。

### 筆記型電腦

#### 18英寸
- M18x（已停產） -在2011年推出
- M18x-R2（已停產） -在2012年推出
- Alienware 18（已停產） -在2013年推出
- Alienware 18（已停產） -在2014年推出
- Alienware 18 （已停产）-在2015年推出

#### 17英寸
- M17x（已停產） -在2009年推出
- M17x-R2（已停產） -在2010年推出
- M17x-R3（已停產） -在2011年推出
- M17x-R4（已停產） -在2012年推出
- Alienware 17（已停產） -在2013年推出
- Alienware 17-R2 （已停产）-在2015年春季推出
- Alienware 17-R3 （已停产）-在2015年秋季推出
- Alienware m17-R1 （已停产）-在2019年春季推出
- Alienware AREA-51m （已停产）-在2019年夏季推出
- Alienware m17-R2 -在2019年秋季推出
- Alienware x17-R1 -在2021年春季推出
- Alienware x17-R2 -在2022年春季推出

#### 15英寸
- M15x（已停產） -在2009年推出
- M15x-R2（已停產） -在2010年推出
- Alienware 15（已停产） -在2015年春季推出
- Alienware 15-R2（已停产） -在2015年秋季推出
- Alienware m15-R1（已停产） -在2019年春季推出
- Alienware m15-R2（已停产） -在2019年秋季推出
- Alienware m15-R3（已停产） -在2020年夏季推出
- Alienware m15-R4（已停产） -在2021年春季推出
- Alienware m15-R5 -在2021年春季推出
- Alienware m15-R6（已停产） -在2021年秋季推出
- Alienware m15-R7 -在2022年春季推出
- Alienware x15-R1（已停产） -在2021年春季推出
- Alienware x15-R2 -在2022年春季推出

#### 14英寸
- M14x（已停產） -在2011年推出
- M14x-R2（已停產） -在2012年推出
- Alienware 14（已停產） -在2013年推出
- Alienware x14-在2021年推出

#### 13英寸
- Alienware 13（已停產） -在2014年推出
- Alienware 13 （已停产）-在2015年春季推出
- Alienware 13-R2（已停产） -在2015年秋季推出

#### 11.6英寸
- M11x（已停產） -在2010年推出
- M11x-R2（已停產） -在2010年推出
- M11x-R3（已停產） -在2012年推出

### 桌上型電腦

#### X51
X51是Alienware中比較次級的產品，價格較低，
- R1
- R2
- R3

#### Area 51
Area 51是Alienware中的頂級產品，外型上與大部分的四方型機箱不同，採用六邊型設計。

#### Alpha
Alpha是Alienware中最小的机型，在2015年与世界最大的网络游戏商店steam合作推出了Steam系統的版本。

## 外部連結
- 官方网站